# Léon Fichot
Léon Fichot (* 12. Oktober 1906 in Baubigny; † 15. August 1992 in La Guiche) war ein französischer Radrennfahrer.

## Sportliche Laufbahn
Fichot war im Straßenradsport aktiv. Von 1927 bis 1932 war er Unabhängiger und Berufsfahrer. Er gewann die Rennen Paris–Dieppe, Nevers–Vichy–Nevers und den Course de côte du Ballon d’Alsace 1927 (auch 1930), Circuit des Monts du Roannais und den Circuit du Mont-Blanc 1928, den Circuit du Cantal, den Grand Prix de la Sarthe und den Grand Prix de l’Echo d’Alger (mit einem Etappensieg) 1929, das Bergzeitfahren Mont Faron, den Circuit de Vendée und den Circuit de l’Allier 1930, die Tour de Haute-Savoie 1931, den Circuit de Dorachon, den Circuit des cols pyrénéens 1931, den Trophée des Grimpeurs 1932, Besançon–Belfort 1933 sowie Dijon–Auxonne–Dijon 1935.
Die Tour de France 1932 beendete er nicht.